# Kidlat Tahimik

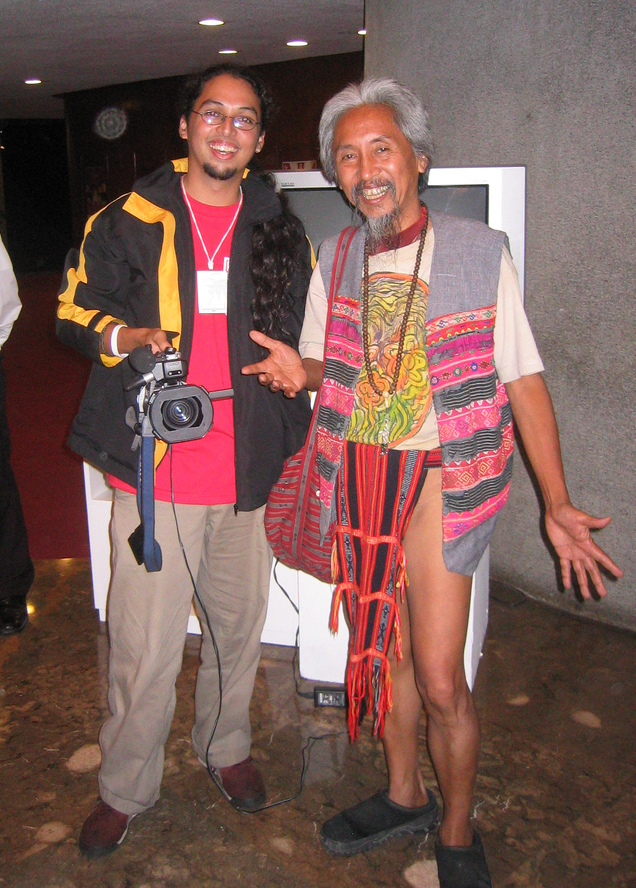
Kidlat Tahimik (rechts) mit seinem Sohn Kidlat de Guia (2006)

Kidlat Tahimik (* 3. Oktober 1942 in Baguio City, Provinz Benguet, Commonwealth der Philippinen) ist ein philippinischer Filmregisseur, Drehbuchautor und Schauspieler.

## Leben
Kidlat Tahimik (tagalog für Stiller Blitz) ist der Künstlername von Eric de Guia, dessen Filme der Bewegung des Dritten Kinos durch seine Kritik am Neokolonialismus gezählt wird. Baguio City war in seiner Jugend als Sommersitz bekannt und das Leben dort wurde durch einige Militärstützpunkte der USA geprägt. 
Tahimik studierte von 1968 bis 1972 an der Universität der Philippinen und wurde dort Mitglied des Studentenrates und Mitglied der Studentenverbindung Upsilon Sigma Phi. Danach ging er an die Wharton School der University of Pennsylvania. Dort schloss er mit dem Master of Business Administration ab. Von 1968 bis 1972 arbeitete er in Paris für die Organisation für wirtschaftliche Zusammenarbeit und Entwicklung (OECD).
In Europa lernte Tahimik den deutschen Filmemacher Werner Herzog kennen, der zusammen mit Francis Ford Coppola und dessen New Yorker Studio Zoetrope in Manhattan dafür Sorge trug, dass sein erster Film Mababangon bangungot (Perfumed Nightmare = Der parfümierte Alptraum) aus dem Jahre 1977 der Öffentlichkeit bekannt wurde.
Tahimiks letzter Film Balikbayan #1 Memories of Overdevelopment Redux III wurde 2015 auf den Berliner Filmfestspielen gezeigt und mit dem Caligari Filmpreis ausgezeichnet.
Der Filmregisseur ist mit der deutschen Künstlerin und Autorin Katrin de Guia verheiratet und lebt mit ihr und den gemeinsamen Kindern in seiner Heimatstadt.

## Preise und Auszeichnungen
- 1977: Internationale Filmfestspiele Berlin 1977: FIPRESCI-Preis (Forum) für Perfumed Nightmare
- 1981: Internationales Filmfestival Mannheim-Heidelberg: Top Cash Award für Turumba
- 2012: Preisträger des Kunst- und Kulturpreises des Fukuoka Asian Culture Prize
- 2015: Caligari Filmpreis bei den Internationalen Filmfestspielen Berlin 2015
- 2018: Prinz-Claus-Preis[2]

## Filmografie
- 1977: Mababangong bangungot: Regie, Drehbuch und Produzent.
- 1978/1982: Who invented the Yo-yo? Who invented the Moon Buggy?
- 1981: Turumba; Regie, Drehbuch und Produzent.
- 1992: Orbit 50. Letters to My 3 Sons; Regie.
- 1996: Japanese Summers of a Filipino Fundoshi; Regie.
- 1998: José Rizal; Darsteller.
- 2003: Abong: Small Home; Produzent.
- 2006: Our Film - Grimage to Guimaras; Regie.
- 2006: BUBONG! (Roofs of the World! UNITE!). Regie.
- 1980–2010: Memories of Overdevelopment 1980–2010; Regie.
- 2015: Balikbayan #1 Memories of Overdevelopment Redux III, Regie und Darsteller.